# Vijf liederen voor mannenkoor
Vijf liederen voor mannenkoor is een compositie van Hugo Alfvén. Alfvén schreef een vijftal liederen op teksten van dichters, dan wel gebruikte hij teksten die al eeuwen in Zweden omgingen. Hij schreef het werk voor Orphei Drängar, het koor waarvan hijzelf dirigent was. De liederen werden niet altijd samen gezongen: Väcksång en En jägares werden voor het eerst gezongen op 4 december 1924, Prövningen op 3 mei 1925. Op beide data waren Alfvén en genoemd koor de uitvoerenden.
De vijf liederen:
1. Väcksång (tekst Gottfrid Saalen)
2. Valgossens visa (tekst Erik Gustaf Geijer)
3. Prövingen (traditioneel)
4. Värmlands visan (tekst Andres Fryxell)
5. En jägares vårsang (tekst Saalen)

## Discografie
- Prövningen en Värmlandsvisan verschenen op BIS Records, Orphei Drängar o.l.v. Robert Sund

## Opmerking
Alfvén schreef nog een werk onder opus 42: Hjalmar Brantings sorgmarsch.